# 테네스
테네스 (베르베르어: Tinas, 아랍어: تنس다)는 알제리 수도 알제에서 서쪽으로 200km 떨어져 있는 도시이다. 2000년 기준으로 35,000명의 인구가 거주하고 있다.

## 역사

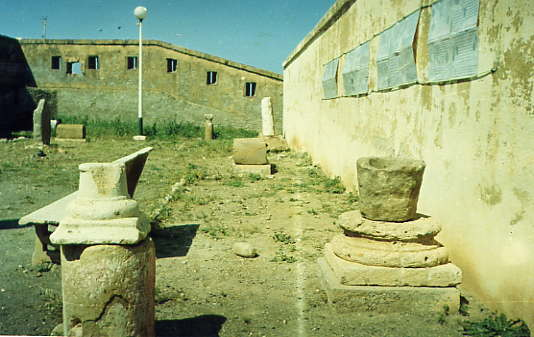
테네스 유적

테네스는 기원전 8세기부터 존재하였던 고대 베르베르-카르타고-로마 도시이다. 테네스는 옛 페니키아 식민지로 처음 세워졌다. 로마 제국 시기에는 카르테나라는 명칭으로 불러졌다. 프톨레마이오스에 따르면, 당시 테네스 지역에는 토착 베르베르계 민족집단이였던 바코이타족이 거주하고 있었다. 로마인들은 테네스를 5세기 가까이 통치하였다.
이후 테네스는 짧은 기간 동안 우마이야 왕조에게 정복된다. 이슬람계 우마이야 왕조 아래, 당시 테네스는 독립적인 군주국의 지위를 가졌다. 압뒬하미트 1세가 당시 테네스 군주국의 마지막 군주였다. 이후 베르베르인 세력이 반란으로 우마이야의 집권 세력을 몰아내면서, 이슬람의 종파인 하와리지파가 도시 전체에 확산되었고, 이후 파티마 왕조가 통치할 시절에는 시아파가 확산되었다. 이후 테네스는 현재의 모로코 지역에서 온 수니파 베르베르계 제국인 무와히드 칼리파조에게 정복된다.
오스만 제국은 테네스를 공격, 1512년에 도시를 제국에 합병시켰다. 당시 테네스는 원래 도시의 명성과 중요성을 상실하고 고립된 도시가 되었다. 테네스 알-아티카는 15세기 스페인에서 탈출한 무어인들이 세웠다.
1843년 테네스는 프랑스가 장악, .군구로 지정하고 고대의 카르테나를 테니스 알-아티카에 재건한다.

## 현재
현재 테네스는 작은 관광 도시로, 5개의 소규모 호텔, 2개의 병원, 지역 박물관, 항구 그리고 등대 등이 있다. 테네스에는 페니키아, 로마 시절의 무덤, 시디 메로안의 원시 동굴들, 1100년 전에 세워진 시디 아흐메드 보우마자 대 모스크, 밥 엘 바흐르, 노트르담 드 테네스, 프랑스 요새 등의 역사 유적들이 있다.